# Zusmarshausen
Zusmarshausen är en köping (Markt) i Landkreis Augsburg i Regierungsbezirk Schwaben i förbundslandet Bayern i Tyskland. Zusmarshausen, som för första gången nämns i ett dokument från år 892, har cirka 7 000 invånare. I Ortsteil Steinekirch finns Burg Wolfsberg.

## Administrativ indelning
Zusmarshausen har åtta Ortsteile.
- Gabelbach med Kleinried och Rücklenmühle
- Gabelbachergreut
- Steinekirch med Wolfsberg
- Streitheim med Lüftenberg och Weilerhof
- Vallried
- Wollbach
- Wörleschwang
- Zusmarshausen med Friedensdorf och Salenbach